# Buje
Buje (italienisch Buie oder Buie d'Istria) ist eine Stadt in der Gespanschaft Istrien, Kroatien. Die Gemeinde Buje hat 4441 Einwohner (Volkszählung 2021).

## Siedlungen

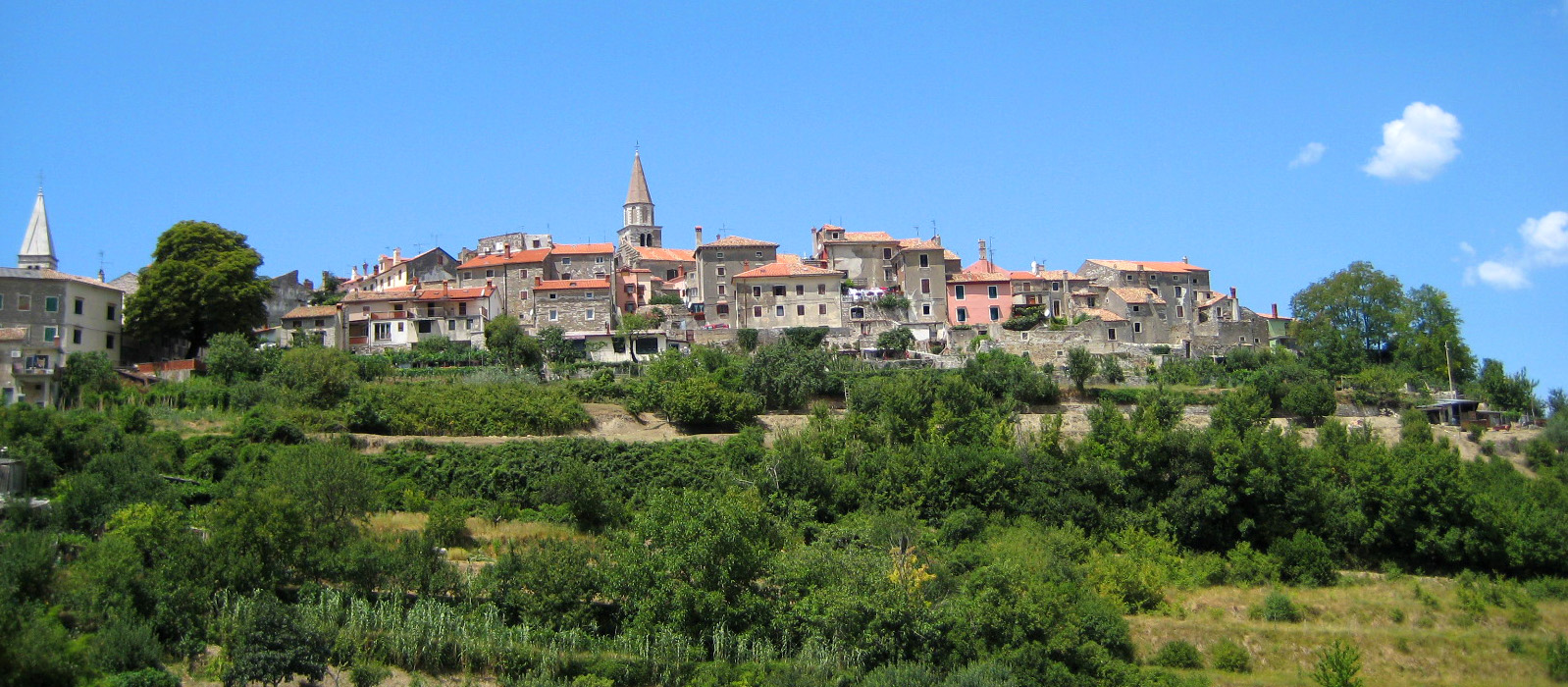
Buje

Die Gemeinde Buje besteht aus den folgenden Siedlungen (kroat. naselje) (Einwohnerzahl gemäß Volkszählung 2011):
| - Baredine / Baredine (69) - Bibali / Bibali (92) - Brdo / Collato (13) - Brič / Briz (ital. auch Brezzi) (13) - Buje / Buie (2.671) - Buroli / Buroli (72) - Bužin / Busin - Gamboci / Gambozzi (101) - Kaldanija / Caldania (229) - Kanegra / Canegra (0) - Kaštel / Castelvenere (643) - Krasica / Crassiza (173) - Kršete / Carsette (127) | - Kućibreg / Cucibreg (19) - Lozari / Losari (21) - Marušići / Marussici (167) - Merišće / Merischie (59) - Momjan / Momiano (283) - Oskoruš / Oscurus (51) - Plovanija / Plovania (248) - Sveta Marija na Krasu / Madonna del Carso [teilweise] (0) - Škrile / Scrile - Škudelini / Scudelin - Triban / Tribano (131) - Veli Mlin / Molino Grande |

Die Orte Bužin, Škrile, Škudelini und Veli Mlin sind zwischen Kroatien und Slowenien umstritten.

## Bevölkerung
Nach der Volkszählung 2011 hat die Gemeinde Buje 5182 Einwohner, von denen 2530 männlich und 2652 weiblich sind.
Nach Ethnie waren 48,7 % der Einwohner der Gemeinde Kroaten, 24,3 % Italiener, 3,5 % Serben, 3,3 % Slowenen, 2,6 % Bosniaken, 1,3 % Albaner, 0,4 % Montenegriner, 0,4 % Ungarn, 0,1 % Deutsche und 0,5 % gaben eine andere anerkannte Ethnie an. 10,4 % der Einwohner nannten sich Istrier oder gaben eine andere regionale Zugehörigkeit an und 0,9 % gaben bei dieser Frage eine Religion an. Bei den übrigen 3,6 % wurde die Ethnie nicht angegeben oder war unbekannt. Nach Staatsbürgerschaft waren 96,1 % Kroaten (unter denen 21,0 % eine doppelte Staatsbürgerschaft hatten) und 3,9 % Ausländer.
Als Muttersprache verwendeten 60,9 % Serbokroatisch, wobei 58,4 % die Sprache als Kroatisch, 1,4 % als Bosnisch, 0,8 % als Serbisch und 0,3 % als Serbokroatisch bezeichneten. 33,2 % nannten Italienisch als ihre Muttersprache, 3,8 % Slowenisch, 1,2 % Albanisch, 0,3 % Ungarisch und 0,4 % gaben eine andere Sprache an. Bei den übrigen 0,2 % der Einwohner war die Muttersprache unbekannt. Amtssprachen der Gemeinde sind Kroatisch und Italienisch.
Nach Religionen waren 76,6 % der Einwohner Katholiken, 4,0 % Muslime, 3,5 % Orthodoxe, 0,1 % Protestanten und 0,4 % gaben eine andere religiöse Zugehörigkeit an. 9,8 % waren konfessionslos, bei den übrigen 5,6 % wurde die Religion nicht angegeben oder war unbekannt.

## Geschichte

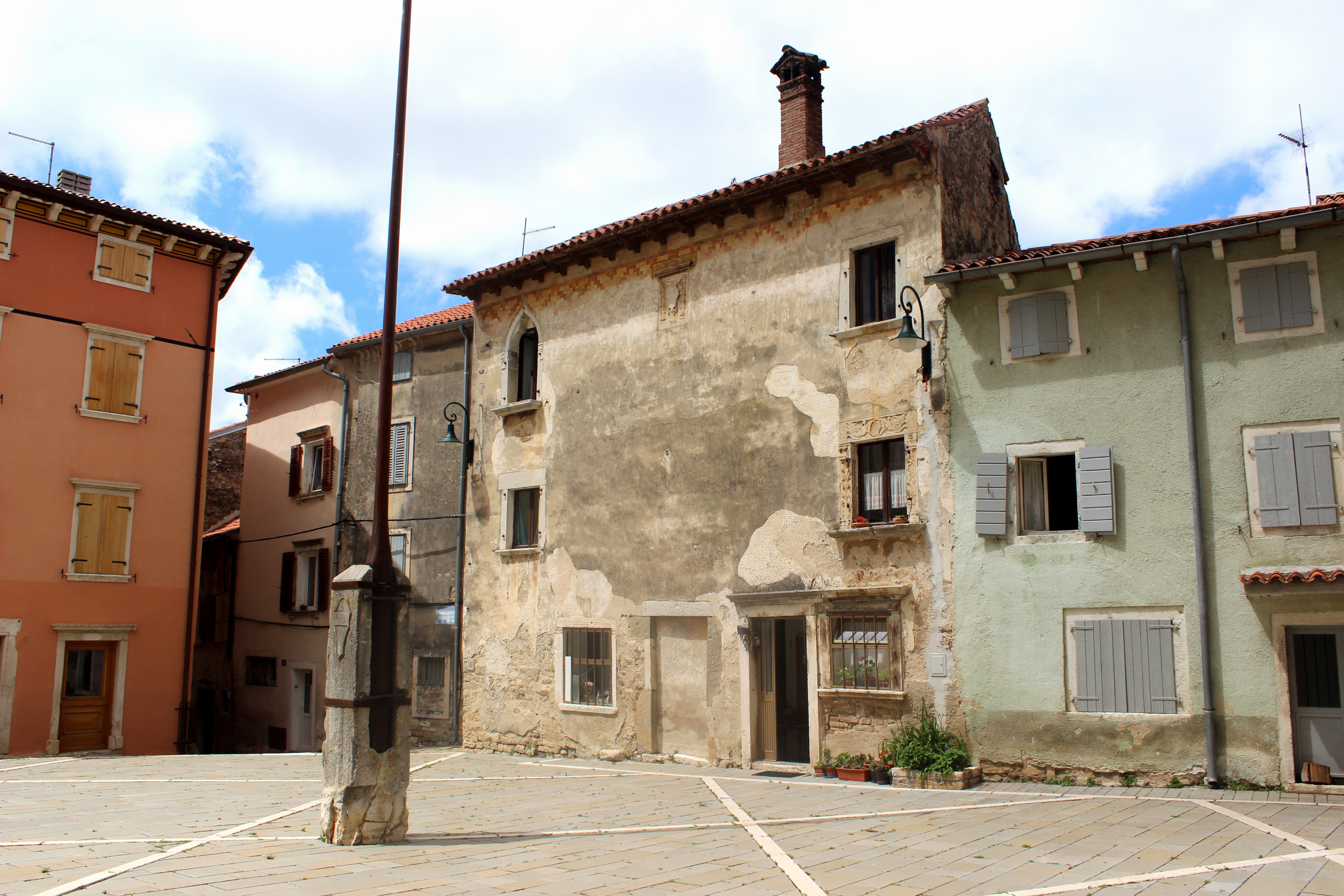
Gotischer venezianischer Palast

Die hügelige Landschaft um Buje wurde schon zur Steinzeit von Menschen bewohnt. Erste burgähnliche Festungen entstanden während der Bronzezeit, als das Gebiet durch den Volksstamm der Histrier bevölkert wurde. Nach den kriegerischen Erfolgen der Römer über die Histrier wurde der Hügel zu einer römischen Festung ausgebaut. Erstmals erwähnt wurde Buje 981 als Castrum Bugle. Unter den Römern nannte sich die Stadt auch Bullea. Nach dem Niedergang des römischen Reichs im 5. Jahrhundert übernahmen zuerst die Ostgoten, im 6. Jahrhundert die Byzantiner und im 8. Jahrhundert die Franken die Macht. Im 10. Jahrhundert fiel die Gegend an die Patriarchen von Aquileia. Erstmals wurde nun auch der Ortsname Buje genannt. Zu Beginn des 15. Jahrhunderts fiel Buje an die Republik Venedig. Die Verwaltung von Venedig war geprägt durch das Niederreißen der mittelalterlichen Gebäude und Wehranlagen. Die städtische Infrastruktur wurde jedoch bald wieder neu aufgebaut.
Nach dem Niedergang der Löwenrepublik (Venedig) gegen Ende des 18. Jahrhunderts fiel das Gebiet kurz unter französische Herrschaft, danach an die österreichisch-ungarische Monarchie. Nach dem Ersten Weltkrieg und dem Zusammenbruch der Donaumonarchie war Buje bis zum Ende des Zweiten Weltkriegs Teil des Königreichs Italien. Nach dem Zweiten Weltkrieg wurde Buje 1947 anfänglich der Zone B des Freies Territorium Triest zugeteilt. Am 26. Oktober 1954 wurde das Gebiet der Zone B (mit Buje) definitiv an die Sozialistische Föderative Republik Jugoslawien übergeben. Buje zählte sich somit zur Teilrepublik Kroatien.

## Sehenswürdigkeiten

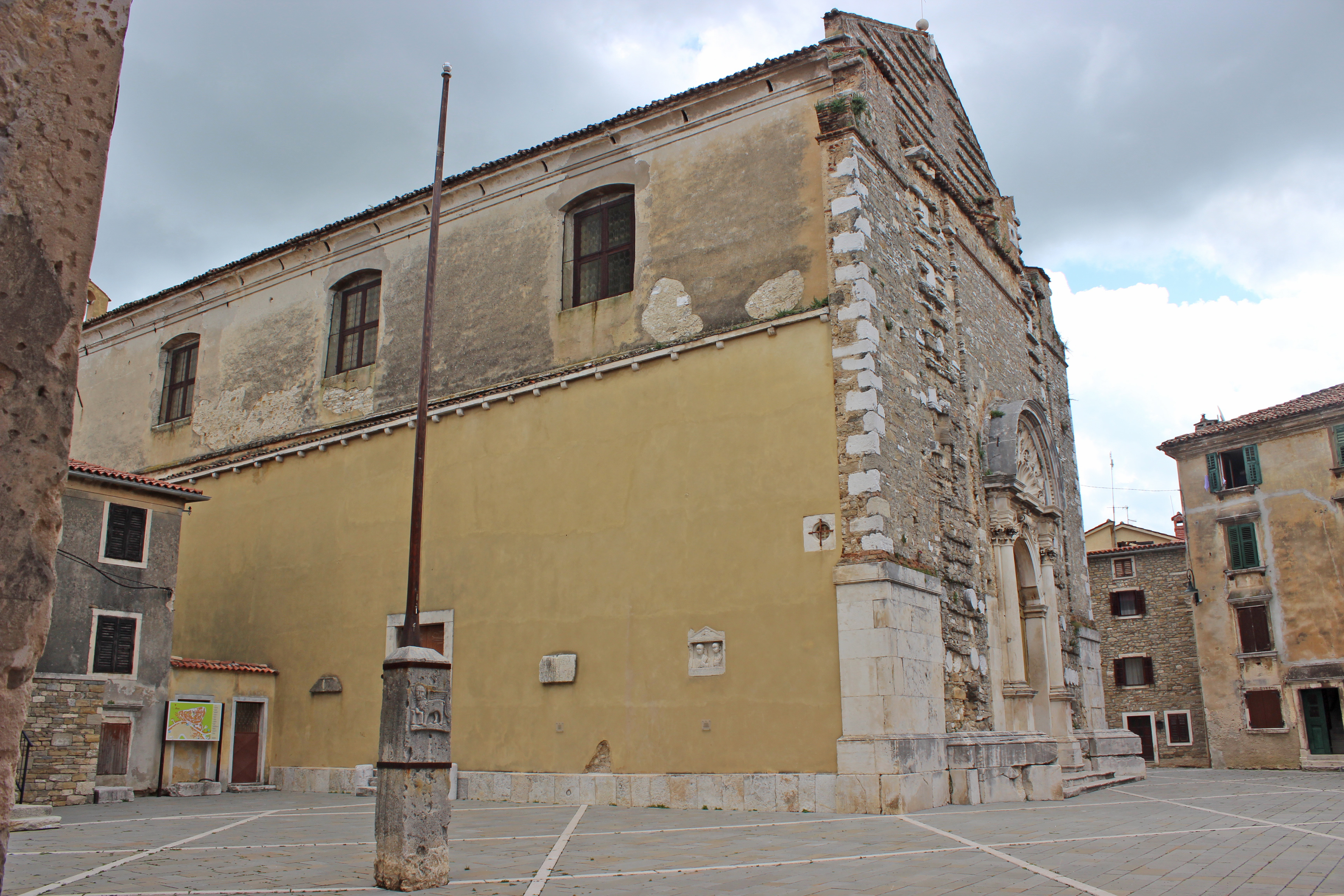
Kirche Heiliger Servul, im Vordergrund Steinsockel für Fahnenmast

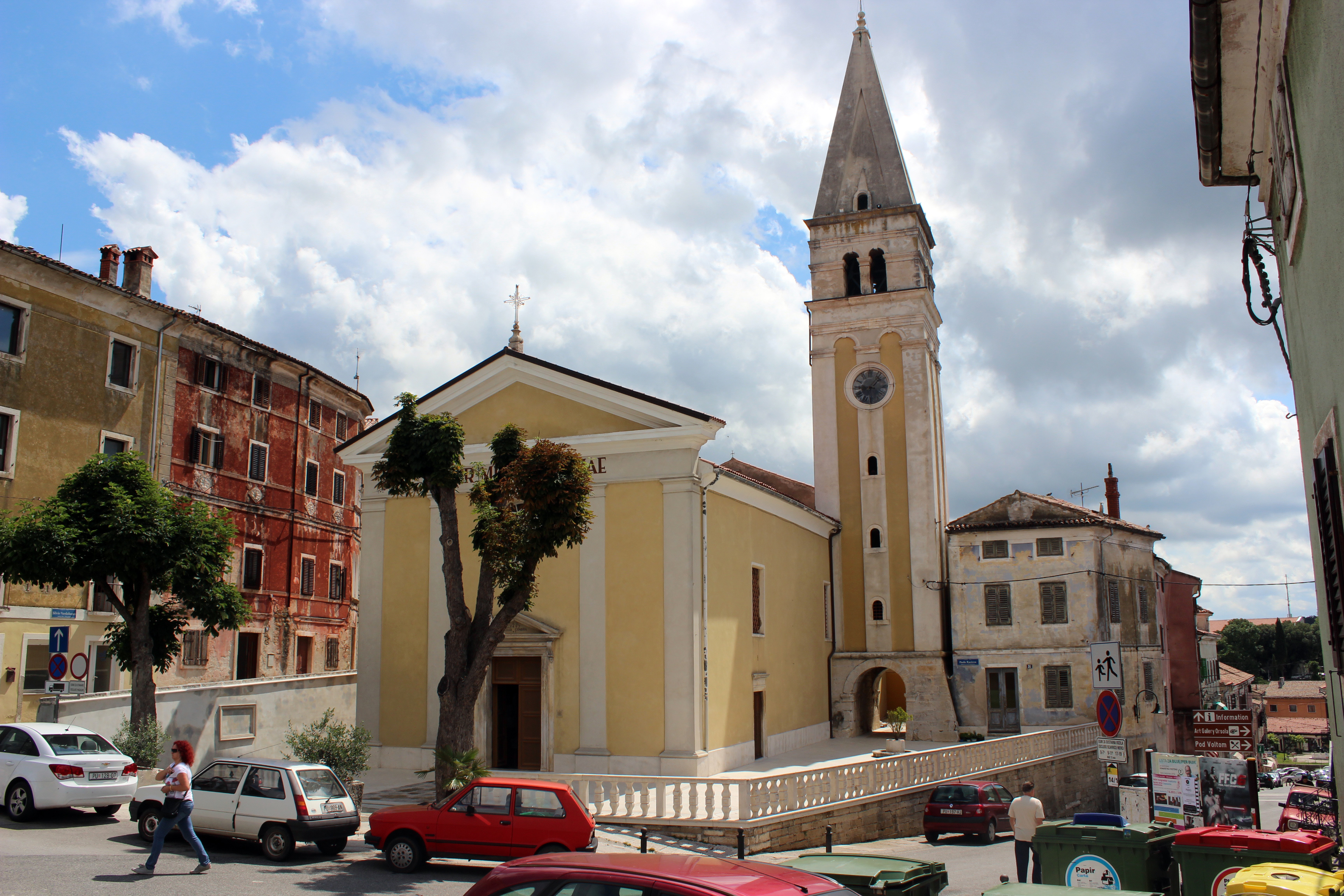
Kirche Mutter Maria der Barmherzigen

Die einschiffige, barockePfarrkirche Heiliger Servul (Župna Crkva Sv. Servula) aus der zweiten Hälfte des 18. Jahrhunderts (1764–1768), Nachfolgerin einer dreischiffigen Kirche aus dem 13. Jahrhundert steht vermutlich den Grundmauern eines römischen Tempels. Das Kircheninnere wird von einem barocken Hochaltar aus dem Jahr 1735, zwei gotischen Holzskulpturen sowie Altarbildern aus dem 18. und 19. Jahrhundert geprägt. Der mit einem Markuslöwen verzierte 48 Meter hohe Kirchturm stammt aus dem Jahr 1480. Auf dem Platz vor der Kirche steht ein Steinsockel (als Halterung für den Fahnenmast) aus dem 15. oder 16. Jahrhundert mit einem Abbild des Markuslöwen. Diagonal gegenüber dem Glockenturm steht auf dem Platz ein neoklassisches Gebäude, das ehemalige Rathaus aus dem Jahr 1878, in welchem sich heute die Grundschule befindet. Der angebrachte steinerne Markuslöwe an der Fassade schmückte ursprünglich ein Stadttor. Westlich am Glockenturm angrenzend befindet sich der gotische, venezianische Patrizierpalast, erbaut im Jahr 1485. Die Spuren der Zeit sind an der ehemals bemalten Fassade deutlich erkennbar.
Die Kirche Mutter der Barmherzigen (Crkva Proštenišna Majike Milosrđa) wurde gegen Ende des 15. Jahrhunderts (1479) erbaut, in den Jahren 1587 und 1834 renoviert und erweitert.
Die Johanneskapelle (Crkva Sv. Ivana), erbaut im Jahr 1788 und die Kirche St. Martin (Crkva Sv. Martina) mit dem Friedhof stehen außerhalb der Stadtmauer.
Relativ gut erhalten sind Teile der mittelalterlichen Stadtmauer mit dem westlichen Stadttor (Zapadna vrata) und den beiden Türmen Peterokutna kula und Cetverokutna kula.

## Persönlichkeiten
- Ludwig Castagna (1867–1944), Mechaniker und Erfinder
- Zora Karaman (1907–1974), Entomologin